# Amaury Morales
Amaury Morales Rosas (Città del Messico, 3 dicembre 2005) è un calciatore messicano, attaccante del Cruz Azul.

## Caratteristiche tecniche
È un'ala sinistra.

## Carriera

### Club
È cresciuto nel settore giovanile del Cruz Azul ed ha debuttato in prima squadra il 16 settembre 2023 nell'incontro di Liga MX pareggiato 2-2 contro il Mazatlán. Ha segnato il suo primo gol il 24 agosto 2024 nella trasferta vinta 2-0 contro il Querétaro.

### Nazionale
Ha giocato con le nazionale messicana Under-20.

## Statistiche

### Presenze e reti nei club
Statistiche aggiornate al 1 junio 2025.
| Stagione        | Squadra         | Campionato      | Campionato | Campionato | Coppe nazionali | Coppe nazionali | Coppe nazionali | Coppe continentali | Coppe continentali | Coppe continentali | Altre coppe | Altre coppe | Altre coppe | Totale | Totale | Totale |
| Stagione        | Squadra         | Comp            | Pres       | Reti       | Comp            | Pres            | Reti            | Comp               | Pres               | Reti               | Comp        | Pres        | Reti        | Pres   | Reti   |        |
| --------------- | --------------- | --------------- | ---------- | ---------- | --------------- | --------------- | --------------- | ------------------ | ------------------ | ------------------ | ----------- | ----------- | ----------- | ------ | ------ | ------ |
| 2023-24         | Cruz Azul       | LMX             | 8          | 0          | -               | -               | -               | -                  | -                  | -                  | LC          | 0           | 0           | 8      | 0      |        |
| 2024-25         | Cruz Azul       | LMX             | 25         | 2          | -               | -               | -               | CCC                | 6                  | 0                  | LC          | -           | -           | 31     | 2      |        |
| 2025-26         | Cruz Azul       | LMX             | 1          | 0          | -               | -               | -               | -                  | -                  | -                  | LC          | 0           | 0           | 1      | 0      |        |
| Totale carriera | Totale carriera | Totale carriera | 34         | 2          |                 | -               | -               |                    | 6                  | 0                  |             | 0           | 0           | 40     | 2      |        |